# دهستان درب قاضی
درب قاضی، دهستانی است از توابع بخش مرکزی شهرستان نیشابور در استان خراسان رضوی ایران.

## جمعیت
بر اساس سرشماری سال ۱۳۸۵جمعیت آن  ۱۰۴۱۱نفر (۲۷۲۱خانوار) بوده‌است.